# Hepatitis autoinmune
La hepatitis autoinmune es un tipo de hepatitis de carácter autoinmune, es decir, el proceso de inflamación y destrucción del hígado es secundario a una respuesta anómala por parte del sistema inmunitario en contra de los antígenos presentes en la superficie de los hepatocitos.
Afecta más a las mujeres que a los hombres. Los síntomas más comunes son inespecíficos, tales como dolor abdominal leve o moderado, fatiga o malestar general. Una gran parte de personas no desarrolla ningún síntoma y presenta solo una elevación inexplicable de las transaminasas. Las personas con hepatitis autoimune normalmente tienen otras enfermedades autoinmunes, especialmente la enfermedad celíaca, la vasculitis y la tiroiditis autoinmune.

## Clasificación
Las hepatitis autoinmunes pueden clasificarse en cuatro tipos atendiendo al tipo de autoanticuerpo aislado:
- Tipo 1: SMA y ANA positivos, IgG elevada. Es la forma clásica, que responde bien a dosis bajas de corticoides.
- Tipo 2: LKM-1 positivos. Los pacientes afectos suelen ser niñas o mujeres adolescentes. La enfermedad puede ser severa.
- Tipo 3: Anti-SLA y anti-LP positivos. Se comporta como la tipo 1.
- Tipo 4: No se detectan autoanticuerpos.

## Cuadro clínico
La hepatitis autoinmune puede presentarse completamente asintomática (12-35% de los casos), con signos de enfermedad hepática crónica o insuficiencia hepática aguda e incluso fulminante.
Los síntomas más comunes son inespecíficos, a menudo presentes durante años, tales como fatiga, malestar general, letargo, pérdida de peso, dolor leve o moderado en el cuadrante superior derecho, falta de apetito, náuseas, ictericia o dolor articular, que principalmente afecta a las pequeñas articulaciones. La fiebre o las erupciones en la piel son síntomas que raramente aparecen. En las mujeres, la amenorrea es frecuente. El examen físico puede ser normal, pero también puede revelar signos y síntomas de enfermedad hepática crónica. Muchas personas no desarrollan ningún tipo de síntoma y presentan solo un aumento inexplicable de transaminasas, y son diagnosticadas durante una evaluación médica por otras razones. Aproximademente un tercio de las personas ya ha desarrollado cirrosis en el momento del diagnóstico.
Una característica de la hepatitis autoinmune es la asociación con otras enfermedades autoinmunes, principalmente la enfermedad celíaca, la vasculitis y la tiroiditis autoinmune.

## Diagnóstico
El diagnóstico se basa en la combinación de los hallazgos clínicos, de laboratorio e histológicos. Un número específico de anticuerpos encontrados en la sangre orientan el diagnóstico (ANA, LKM-1,AML,SLA/LP). Sin embargo, el diagnóstico definitivo requiere de biopsia hepática.
En algunos casos complejos en donde no es posible realizar la biopsia, se pueden utilizar sistemas de puntuación combinando ciertos factores clínicos y de laboratorio.
No es raro encontrar casos en donde se sobrepongan casos de cirrosis biliar primaria y colangitis esclerosante primaria en conjunto a la hepatitis autoinmune.

## Tratamiento
Debido a la etiopatogenia autoinmune del cuadro inflamatorio, el tratamiento se base en glucocorticoides y azatioprina con un 60%-80% éxitos, aunque muchas veces los pacientes terminan por sufrir recaídas. Aquellos pacientes que no responden al tratamiento empírico, son sometido a inmunosupresores de otro tipo como por ejemplo la ciclosporina, metotrexato, tacrolimus, etc. El trasplante de hígado sólo se reserva en casos graves y en donde los pacientes cumplen una serie de requisitos para entrar a una lista de donantes. Si se da un caso en que la hepatitis autoinmune es de carácter fulminante (inflamación y destrucción del hígado en menos de 8 semanas desde la aparición de ictericia), el trasplante es la opción más recomendada.